# Palais de Tokyo
Palais de Tokyo, izvorno nazvana Palais des Musées d'Art Moderne, zgrada je posvećena modernoj i suvremenoj umjetnosti. Nalazi se na adresi 13 avenue du President Wilson u 16. okrugu Pariza, uz obalu Seine, nekoliko stotina metara sjeveroistočno od Palais de Chaillot, koja ima sličan arhitektonski stil. Pročelje zgrade u cijelosti je obloženo mramorom.
Dotična zgrada zove se "Palais de Tokyo", po "Quai de Tokio" (danas Avenue New-York) na obali Seine, nad kojom dominira njezino jugoistočno pročelje.

## Vanjske poveznice
- [hhttps://palaisdetokyo.com Službena web stranica] (engl.) (fr.)